# 司馬京
司馬京（3世紀—250年代），字子佐，西晋宗室，河內溫縣人。司馬懿第五子，伏夫人所生（同母兄弟為司馬亮、司馬伷、司馬駿）。
生年不詳，僅知介於司馬伷（227年）與司馬駿（232年）之間。
曹魏正始二年（241年）以司馬懿公子赐爵清惠亭侯。嘉平年間（251年至254年）去世，時年二十四歲，追赠射声校尉。

## 嗣子
甘露三年（258年）司馬昭封庶子司馬機為清惠亭侯以継嗣司馬京，泰始元年，進封燕王。

## 延伸阅读
[在维基数据编辑]
 《晉書·卷038》，出自房玄齡《晉書》